# ۲۲ بهمن (کرمانشاه)
کوی بیست و دو بهمن یا کوی شش بهمن نام محله‌ای در شهر کرمانشاه است که در مرکز این شهر و در منطقۀ ۱ شهرداری کرمانشاه قرار گرفته‌است.

## نام‌گذاری
کوی بیست و دو بهمن در ابتدا کوی ششم بهمن نام داشت. ۶ بهمن سالروز برگزاری همه‌پرسی برای تأیید قوانین اصلاحات محمدرضا پهلوی موسوم به انقلاب سفید بود. پس از پیروزی انقلاب بهمن ۵۷ در روز ۲۲ بهمن ۱۳۵۷،‌ نام این محله نیز به کوی بیست و دو بهمن تغییر پیدا کرد.

## تاریخچه
ساخت کوی بیست و دو بهمن کرمانشاه در ابتدا در ارتباط با انقلاب سفید آغاز شد. مطابق با اصل یازدهم قانون انقلاب سفید حکومت پهلوی نسبت به ساخت مسکن برای کادرهای اداره‌جات دولتی اقدام کرد و از سال ۱۳۴۱ ساخت مسکن در منطقه‌ای که آن زمان در شمال شرقی شهر کرمانشاه قرار داشت، برای واگذاری به کادرهای ساواک آغاز شد.
در این راستا منازل ویلایی در منطقه‌ای که هم‌اکنون سه‌راه بیست و دو بهمن نامیده می‌شود،‌ با عنوان کوی شش بهمن ساخته‌شد. در سال‌های بعد این منطقه توسعه پیدا کرده و بلوارها و خیابان‌های بیشتری مطابق با طرح اولیه ساخته‌شده و زمین‌های منطقه که پیشتر به کشاورزی روستاهای باغ نی و چاله‌چاله اختصاص داشته و وقفی بود به واحدهای مسکونی تبدیل شد.

## محدوده
کوی بیست و دو بهمن در ابتدا تنها به محلۀ حدفاصل سه‌راه ۲۲ بهمن تا چهارراه نوبهار گفته می‌شد. اما پس از توسعه‌هایی که در سال‌‌های بعد اتفاق افتاد گسترش یافت. در طرح اولیۀ این محله محدودۀ‌ این کوی از جنوب به روستای باغ نی، از شمال به روستای چیامیرزا و از غرب به محله‌ی چاله‌چاله محدود می‌شد. از سمت شرق نیز محلۀ صددستگاه محدودۀ کویه را تعیین می‌کرد که حدفاصل بیست و دو بهمن با پالایشگاه نفت کرمانشاه بود و سکونتگاه کارکنان شرکت نفت به شمار می‌آمد.

## اماکن فرهنگی
- فرهنگسرای کوثر، نخستین فرهنگسرای شهر کرمانشاه بود که در سال ۱۳۹۳ در پارک شهید درخشان در چهارراه گذرنامه افتتاح شد.[۳]

## اماکن ورزشی
- مجموعه ورزشی اشرفی اصفهانی که نخستین استخر سرپوشیدۀ کرمانشاه در آن قرار دارد در تقاطع بلوار گذرنامه و بلوار سی‌متری دوم قرار دارد. این مجموعۀ‌ورزشی در سال ۱۳۶۱ آغاز به کار کرد.[۴]

## پیوند یه بیرون
- ویکی‌نبشته: قوانین انقلاب شاه و مردم